# Altangerel Perle
Altangerel Perle, född 1 juli 1945, mongolisk professor i paleontologi. 
Perle arbetade som ingenjör 1968-1969, men hans intresse för mongolisk forntid ledde honom in på den paleontologiska banan. För närvarande (2007) tjänstgör han vid Nationaluniversitetet i Ulan Bator.
Perle har studerat biologi på Moskvauniversitetets paleontologiska institut, där han tog doktorsexamen i biologisk vetenskap år 1991.
Han har bedrivit forskning om jämförande anatomi och morfologisk evolution av dinosaurier 1991. Han har även bedrivit fältforskning rörande funktionell morfologisk anatomi och rörelseförmåga hos dinosaurier. Perle har skrivit omkring 90 forskningsavhandlingar om morfologisk evolution hos dinosaurierna, och fler än 40 har blivit publicerade på engelska och i ryska vetenskapliga journaler.

## Dinosaurier Perle har namngivit och beskrivit
- Achillobator giganticus (tillsammans med Mark A. Norell och Jim Clark 1999)
- Enigmosaurus mongoliensis (tillsammans med Barsbold 1983)
- Erlikosaurus andrewsi (beskriven 1980 av Barsbold och Altangerel Perle, beskrevs av Norell, Altangerel Perle och Jim Clark 1994; uppkallad efter en demon, Erlik, ur den mongoliska mytologin[2])
- Harpymimus okladnikovi (tillsammans med Barsbold 1984)
- Mononykus olecranus (tillsammans med Chiappe och Jim Clark 1993)
- Segnosaurus galbinensis (1979)